# Paršovice
Paršovice település Csehországban, Přerovi járásban. Paršovice Rakov, Dolní Nětčice, Horní Nětčice, Týn nad Bečvou, Opatovice és Hranice településekkel határos. Lakosainak száma 389 fő (2024. január 1.).

## Népesség
A település lakosságának változását az alábbi diagram mutatja:
| Lakosok száma | 296  | 311  | 357  | 336  | 360  | 374  | 385  | 393  | 397  | 389  |
|               | 1869 | 1890 | 1921 | 1950 | 1980 | 2001 | 2017 | 2019 | 2022 | 2024 |